# Campoplex tortricidis
Campoplex tortricidis är en stekelart som först beskrevs av Joseph Augustine Cushman 1915.  Campoplex tortricidis ingår i släktet Campoplex och familjen brokparasitsteklar. Inga underarter finns listade.